# The Inner Mounting Flame
| 전문가 평가                          | 전문가 평가 |
| 평가 점수                            | 평가 점수   |
| 출처                                 | 점수        |
| ------------------------------------ | ----------- |
| AllMusic                             | [ 3 ]       |
| Christgau's Record Guide             | A           |
| The Rolling Stone Jazz Record Guide  | [ 5 ]       |
| Sputnikmusic                         | 5/5         |
| The Penguin Guide to Jazz Recordings | [ 7 ]       |

《The Inner Mounting Flame》은 1971년 8월에 녹음되어 컬럼비아 레코드에 의해 그해 말에 발매된 미국의 재즈 록 퓨전 밴드 마하비시누 오케스트라의 데뷔 스튜디오 음반이다. 그들의 결성 후, 이 그룹은 기타리스트 존 맥러플린이 작곡한 모든 오리지널 자료가 포함된 첫 번째 음반을 녹음하기 위해 스튜디오에 들어가기 전에 여러 번의 데뷔 공연을 했다.

## 발매 및 녹음
《The Inner Mounting Flame》은 1971년에 발매되었다. 빌 밀코스키는 1998년 《재즈타임스》의 음반을 검토하면서 다음과 같이 말했다.

사람들은 감히 자신을 오케스트라라고 부르는 퀸텟의 웅장한 손놀림에 감명을 받습니다. 〈Meeting of the Spirits〉와 같은 작품들과 깨지기 쉽고 음향적인 〈A Lotus on Irish Streams〉는 미니어처에서 고전적으로 영감을 받은 스위트룸과 같습니다. 하지만 〈Noonward Race〉, 〈Vital Transformation〉, 그리고 특히 〈Awakening〉과 같은 곡들은 코범의 키트에서 피어오르는 강렬함과 맥러플린의 격렬하고 왜곡된 기타 라인에 의해 자극되어 록 관중들을 진정으로 사로잡았습니다. 이상한 박자표와 아르페지오가 있는 〈The Dance of Maya〉와 같은 더 많은 천상의 곡들과 코범의 잊혀지지 않는 드럼 피쳐인 〈You Know You Know〉는 그 시대에 완전히 전례가 없던 마하비시누 오케스트라에 대한 일종의 신비로움을 만드는 데 도움을 주었습니다.

올뮤직에 대한 회고적인 리뷰에서, 리처드 S. 지넬은 《The Inner Mounting Flame》이 "존 맥러플린을 반 가정적인 이름으로 만든 음반으로, 격노하고 에너지가 넘치지만 엄격하게 구상된 거장들의 만남으로 마일스 데이비스의 《Bitches Brew》 돌파 1년 후 재즈와 록의 융합을 정의했다"라고 썼다.

## 곡 목록
모든 곡들은 존 맥러플린에 의해 작곡하였다.
| #  | 제목                         | 재생 시간 |
| -- | ---------------------------- | --------- |
| 1. | 〈Meeting of the Spirits〉   | 6:52      |
| 2. | 〈Dawn〉                     | 5:10      |
| 3. | 〈The Noonward Race〉        | 6:28      |
| 4. | 〈A Lotus on Irish Streams〉 | 5:39      |

| #  | 제목                     | 재생 시간 |
| -- | ------------------------ | --------- |
| 1. | 〈Vital Transformation〉 | 6:16      |
| 2. | 〈The Dance of Maya〉    | 7:17      |
| 3. | 〈You Know You Know〉    | 5:07      |
| 4. | 〈Awakening〉            | 3:32      |